# Życiny
Życiny – wieś w Polsce położona w województwie świętokrzyskim, w powiecie kieleckim, w gminie Raków.
W latach 1975–1998 miejscowość administracyjnie należała do województwa kieleckiego.
Przez miejscowość przebiega droga wojewódzka nr 756.

## Współczesne części wsi
| SIMC    | Nazwa  | Rodzaj    |
| ------- | ------ | --------- |
| 0266270 | Fąfara | część wsi |

## Dawne części wsi – obiekty fizjograficzne
W latach 70. XX wieku przyporządkowano i opracowano spis lokalnych części integralnych dla Życin zawarty w tabeli 2.
| Nazwa wsi – miasta | Nazwy części wsi – miasta          | Nazwy obiektów fizjograficznych – charakter obiektu |
| ------------------ | ---------------------------------- | --- |
| I. Gromada POTOK   |                                    | |
| 1. Życiny          | 1. Fąfara 2. Od Potoka 3. Od Rzeki | 1. Choiny — pole 2. Górka — pastwisko, pole 3. Gródza — pole 4. Kopaliny — pole 5. Pastwiska — łąki 6. Pastwisko — lasek 7. Piaski — pole 8. Podłączki — pole 9. Przy Granicy — pole 10. Opalanki — pole 11. Rokita — pole, pastwisko 12. Rupcia — pole 13. Smugi — pole, pastwisko 14. Spłowia — pole 15. Za Górką — pole |

## Literatura
1. Kaczmarek Leon (red. nauk. zeszytu), Taszycki Witold (red. nauk. wyd.): Urzędowe Nazwy miejscowości i obiektów fizjograficznych. 33. Powiat staszowski województwo kieleckie. Komisja ustalania nazw miejscowości i obiektów fizjograficznych (do użytku służbowego). Z: 33. Warszawa: Urząd Rady Ministrów. Biuro do Spraw Prezydiów Rad Narodowych, 1970. Brak numerów stron w książce